# Gabriel Cañellas
Gabriel Cañellas Fons (Palma de Maiorca, 15 de março de 1941) é um político espanhol, primeiro presidente do Governo das Ilhas Baleares após a autonomia regional, entre 1983 e 1995.
Foi forçado a renunciar a poucas semanas de iniciar seu quarto mandato como presidente das Baleares, após ser acusado de prevaricação e suborno por seu envolvimento no caso Túnel de Sóller e na empresa financeira Brokerval, entre outros. Ele foi finalmente absolvido das acusações em 1997, quando o Tribunal Superior de Justiça das Ilhas Baleares decidiu que as ofensas haviam prescrito.